# ليزلي ميلروي
آن ليزلي ميلروي (مواليد 5 مارس 1944) (بالإنجليزية: Ann Lesley Milroy)‏ لغوية أمريكية متخصصة في علم اللغة الاجتماعي، وأستاذة فخرية في جامعة ميشيغان. ولدت في نيوكاسل أبون تاين، بالمملكة المتحدة في عام 1944. درست وبدأت عملها في علم اللغة الاجتماعي في المملكة المتحدة.
كتبت ميلروي أكثر من سبعة كتب وخمسة عشر مقالة، وعملت كعضو هيئة تحرير في العديد من المجلات البحثية، وحاضرت حول العالم عن أبحاثها. انتقلت ميلروي إلى الولايات المتحدة في عام 1994، حيث عملت أستاذة ورئيسة لقسم اللغويات في جامعة ميشيغان، وتقاعدت في عام 2004. ومنذ ذلك الحين قدمت بعض المحاضرات في علم اللغة الاجتماعي في جامعة أكسفورد.